# 愛すクリ〜ムとMyプリン
「愛すクリ〜ムとMyプリン」（あいすクリームとマイプリン）は、美勇伝の7枚目のシングル。2006年11月22日発売。

## 収録曲
全作曲：つんく
1. 愛すクリ〜ムとMyプリン
作詞：つんく　編曲：大久保薫
2. シュワッ
作詞：まこと　編曲：小西貴雄
3. 愛すクリ〜ムとMyプリン(Instrumental)

## 参加ミュージシャン
愛すクリ〜ムとMyプリン
- プログラミング：大久保薫
- ギター：飯塚昌明
- コーラス：竹内浩明・つんく

シュワッ
- プログラミング：小西貴雄
- ギター：朝井泰生
- コーラス：竹内浩明